# Championnat du Koweït de football 2019-2020
Navigation
Saison précédente Saison suivante
La saison 2019-2020 du Championnat du Koweït de football est la cinquante-huitième édition du championnat de première division au Koweït. La Premier League regroupe les dix meilleurs clubs du pays, regroupés au sein d'une poule unique où ils s'affrontent deux fois au cours de la saison. À l'issue du championnat, les deux derniers sont relégués en deuxième division.
Le club de Koweït SC défend son titre et remporte son seizième championnat.
Le championnat débute le 14 septembre 2019. Le 15 février 2020, après la 14e journée il est interrompu à cause de la pandémie de Covid-19. Le 20 août 2020, le championnat reprend pour les quatre dernières journées. Après cette saison perturbée, aucune relégation sera effectuée, les cinq clubs de deuxième division sont promus portant le championnat 2020-2021 à quinze clubs.

## Clubs participants
- Al Arabi Sporting Club
- Koweït SC
- Al Nasr Koweït
- Qadsia Sporting Club
- Al-Salmiya SC
- Al Tadamon Farwaniya
- Kazma Sporting Club
- Al-Shabab SC
- Al Sahel SC - promu de D2
- Al Yarmouk - promu de D2

## Compétition

### Classement
Le barème utilisé pour établir le classement est le suivant :
- Victoire : 3 points
- Match nul : 1 point
- Défaite : 0 point

| Rang | Équipe                  | Pts | J  | G  | N | P  | Bp | Bc | Diff |
| ---- | ----------------------- | --- | -- | -- | - | -- | -- | -- | ---- |
| 1    | Koweït SC T             | 43  | 18 | 13 | 4 | 1  | 49 | 12 | +37  |
| 2    | Qadsia Sporting Club    | 36  | 18 | 10 | 6 | 2  | 29 | 11 | +18  |
| 3    | Al-Salmiya SC           | 35  | 18 | 11 | 2 | 5  | 42 | 26 | +16  |
| 4    | Al Arabi Sporting ClubC | 31  | 18 | 9  | 4 | 5  | 26 | 21 | +5   |
| 5    | Kazma Sporting Club     | 28  | 18 | 9  | 1 | 8  | 29 | 25 | +4   |
| 6    | Al Nasr Koweït          | 21  | 18 | 6  | 3 | 9  | 18 | 22 | -4   |
| 7    | Al Sahel SC P           | 18  | 18 | 4  | 6 | 8  | 16 | 36 | -20  |
| 8    | Al-Shabab SC            | 17  | 18 | 4  | 5 | 9  | 17 | 32 | -15  |
| 9    | Al Tadamon Farwaniya    | 13  | 18 | 3  | 4 | 11 | 21 | 39 | -18  |
| 10   | Al Yarmouk P            | 8   | 18 | 1  | 5 | 12 | 16 | 39 | -23  |

| Légende : Qualifications et relégations | Légende : Qualifications et relégations                                                          |
| --------------------------------------- | ------------------------------------------------------------------------------------------------ |
|                                         | Qualification pour les barrages de la Coupe de l'AFC 2021                                        |
|                                         | T : Tenant du titre 2018-2019 C : Vainqueur de la Coupe du Koweït P : Promu de deuxième division |

## Bilan de la saison
| Championnat du Koweït de football 2019-2020 |                        |
| Champion                                    | Koweït SC (16e titre)  |
| Coupes et trophées                          |                        |
| Vainqueur de la Coupe du Koweït 2019-2020   | Al Arabi Sporting Club |
| Qualifications continentales                |                        |
| Coupe de l'AFC 2021                         | Koweït SC              |
| Promotions et relégations                   |                        |
| Promus en Premier League                    | Al Jahra               |
| Promus en Premier League                    | Al Fehayheel           |
| Promus en Premier League                    | Khaitan Sporting Club  |
| Promus en Premier League                    | Solaybeekhat           |
| Promus en Premier League                    | Burgan                 |
| Relégués en First Division                  | aucun                  |